# 脉冲拨号

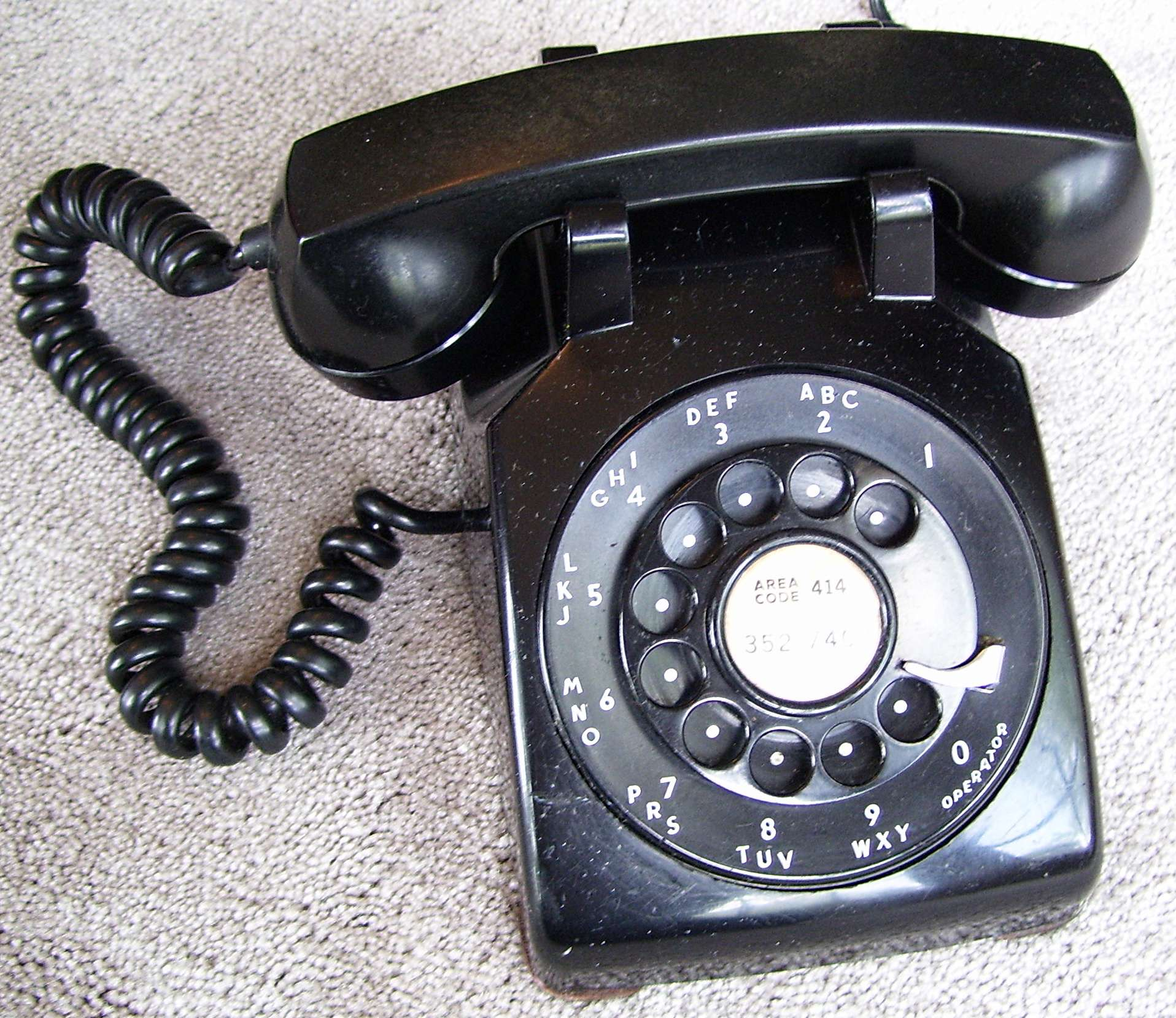
使用旋转拨盘式电话可以产生脉冲拨号信号

脉冲拨号（英語：Pulse dialing）是电信中的一种信令技术，在这种技术中，每传输一个信号（通常是一个数字），就按照规定的编码系统中断直流本地环路，故此技术又常称为环路断线拨号。在脉冲拨号最常见的变体十进制拨号中，十个阿拉伯数字中的每一个数字都被编码为最多十个脉冲序列。最常见的版本将数字1至9分别解码为一至九个脉冲，将数字0解码为十个脉冲。历史上，产生这种脉冲序列的最常见设备是电话的旋转拨号盘，故又常称为旋转拨号。
脉冲重复率历来是根据机电开关系统可靠运行所需的反应时间来确定的。大多数电话系统使用的标称速率是每秒10个脉冲，但在中央办公室内部和办公室之间的接线员拨号往往使用每秒20个脉冲的速率。